# 惠更斯荷兰历史研究所

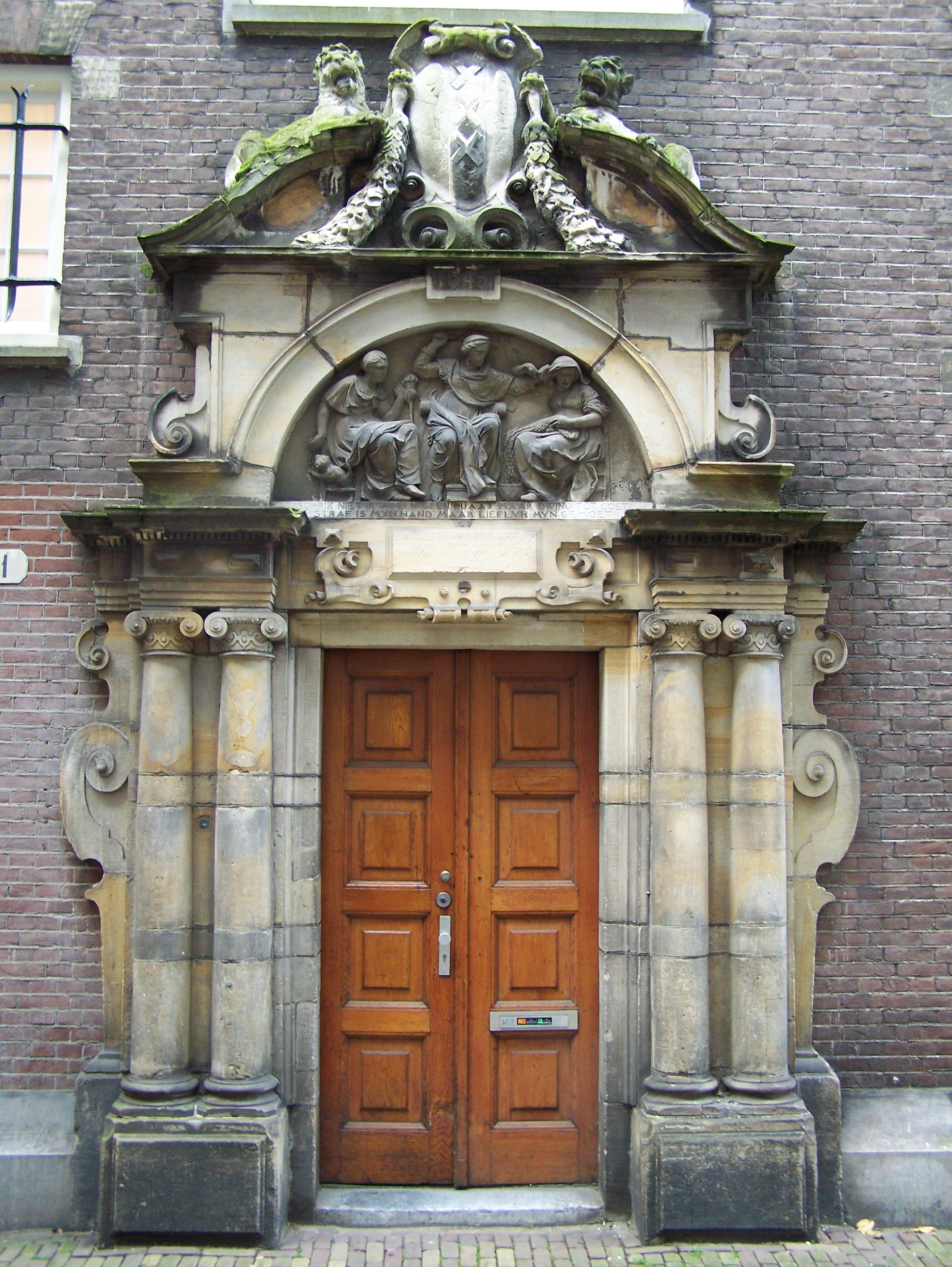
惠更斯荷兰历史研究所

惠更斯荷兰历史研究所(英語：Huygens Institute for the History of the Netherlands)是一处研究荷兰历史的研究所。研究所位于荷兰首都阿姆斯特丹，大约有百名员工，包括研究员，助手等。

## 历史
研究所成立于2011年1月1日，由荷兰科学研究组织下属的荷兰历史研究所(荷蘭語：'Instituut voor Nederlandse Geschiedenis', ING) 以及荷兰皇家艺术与科学学院下属的惠更斯研究所合并而成。
研究所主要由三个研究方向组成：政治史，科学史以及文学史。其中政治史研究可以追溯到1902年成立的荷兰历史学家赫尔曼·西奥多·柯伦勃兰台执掌的帝国历史出版委员会。
过去的研究报告以及来源借助于新科技数位人类学的帮助。

## Historici.nl
Historici.nl是一个面向历史学家和公众的介绍荷兰历史的独立网站。 这个平台由惠更斯荷兰历史研究所以及荷兰皇家历史学会支持。